# Kortelake
Kortelake is een natuurreservaat in de Vlaamse Ardennen in Zuid-Oost-Vlaanderen. Het natuurgebied ligt op het grondgebied van de stad Geraardsbergen, meer bepaald in Overboelare aan de Dender. Het natuurgebied behoort tot het Vlaams Ecologisch Netwerk.

## Landschap
Kortelake is een gebied met rietvelden, open moeras en valleibos met populieren (vroeger aangeplant voor de luciferindustrie) en meer streekeigen boomsoorten zoals zwarte els, boswilg, gewone es, Gelderse roos en sleedoorn.

## Fauna
In het reservaat komen voor: ree, bunzing, eekhoorn, wezel, vos, hermelijn, waterspitsmuis, haas, konijn, sprinkhaanrietzanger, wielewaal, houtsnip, fitis, glanskop, matkop, roodborsttapuit, sleedoornpage, reuzengoudhaantje.

## Flora
In Kortelake komen onder andere volgende planten voor: riet, gele lis, wolfspoot, moeraszegge, slanke sleutelbloem, speenkruid, bosanemoon, gevlekte aronskelk en muskuskruid.

## Natuurbeleving
Kortelake is vrij toegankelijk op de paden via het wandelnetwerk Vlaamse Ardennen-Bronbossen en via de rode of blauwe bewezgwijzerde Natuurpunt-wandelroutes.

## Afbeeldingen

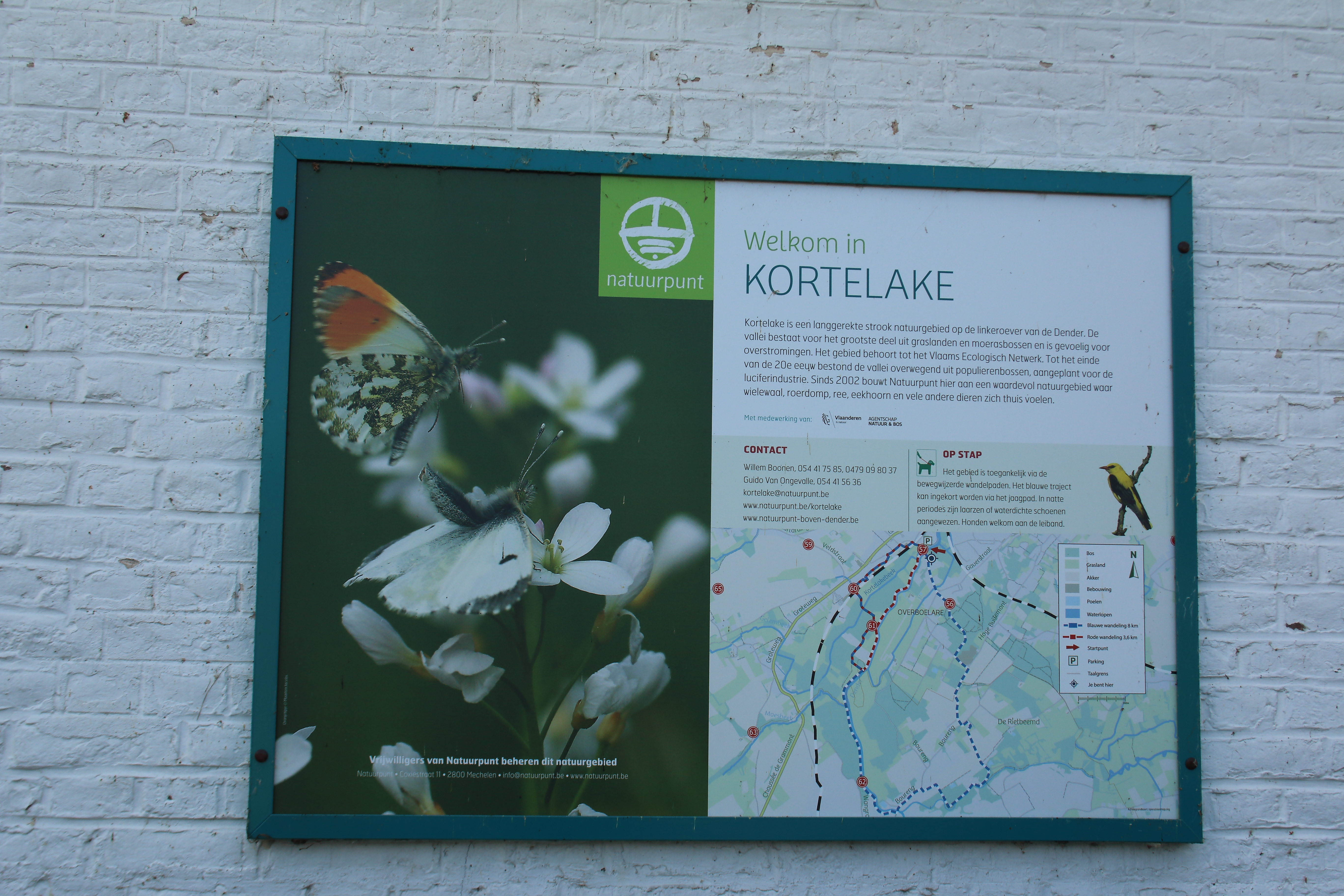
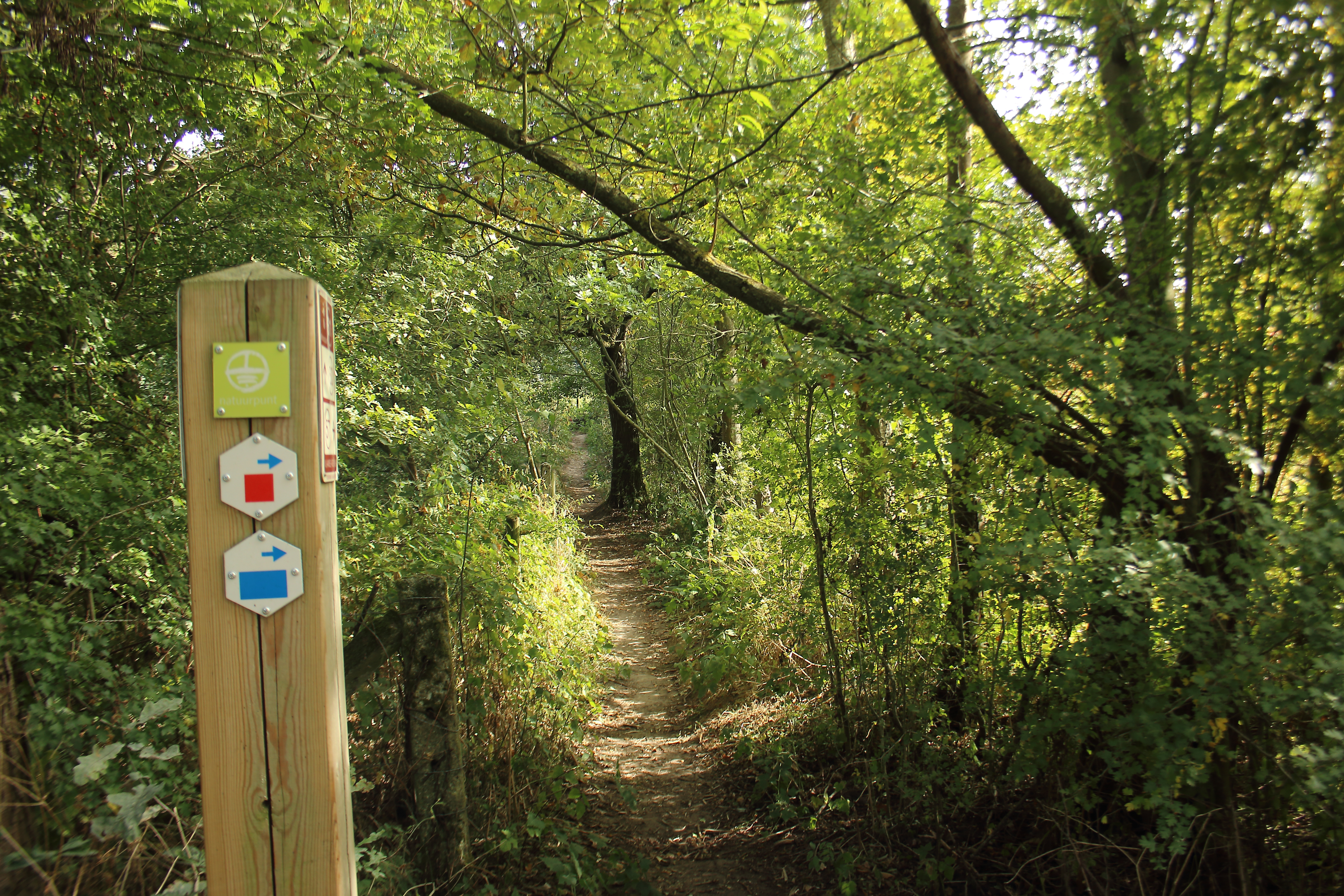
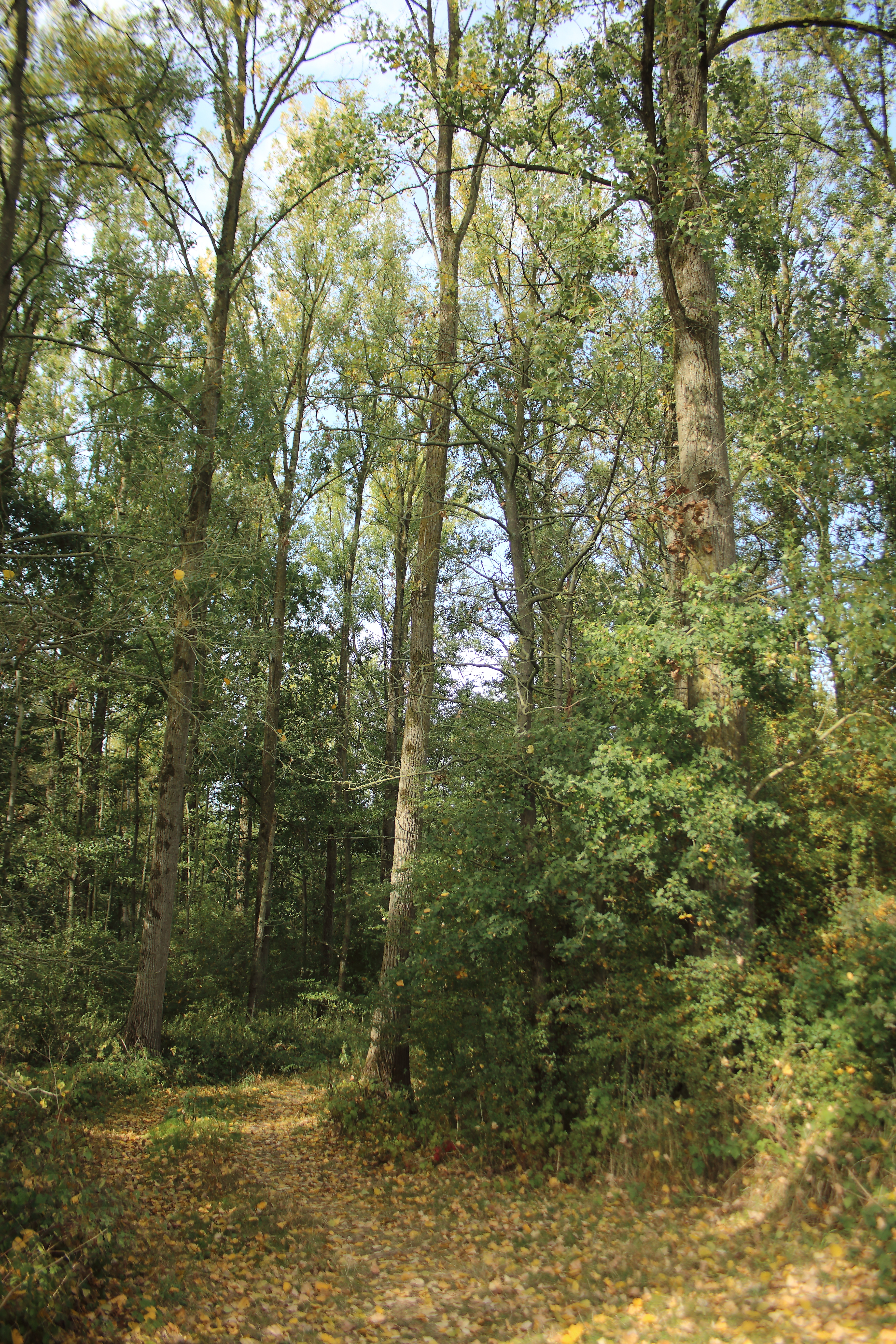
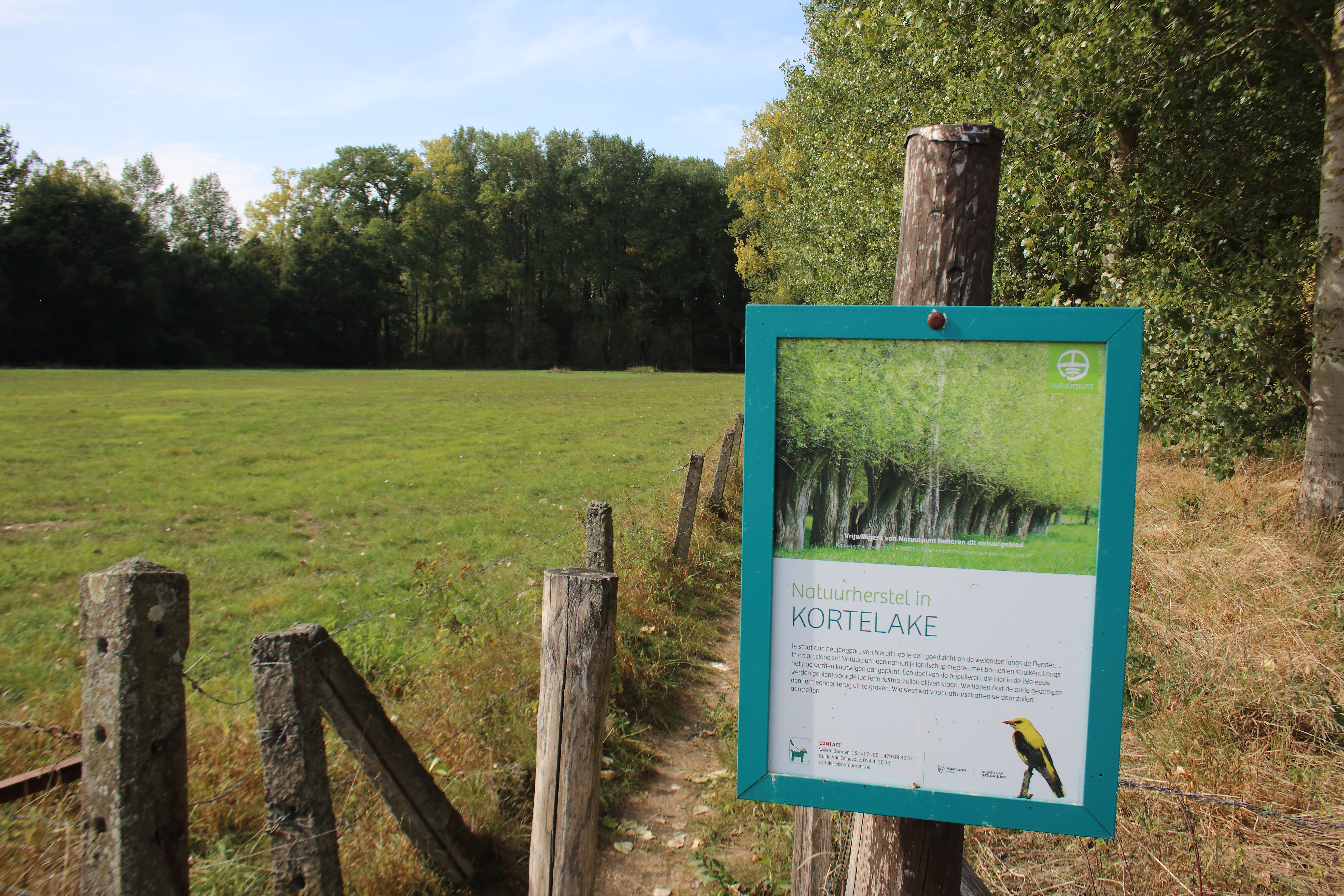
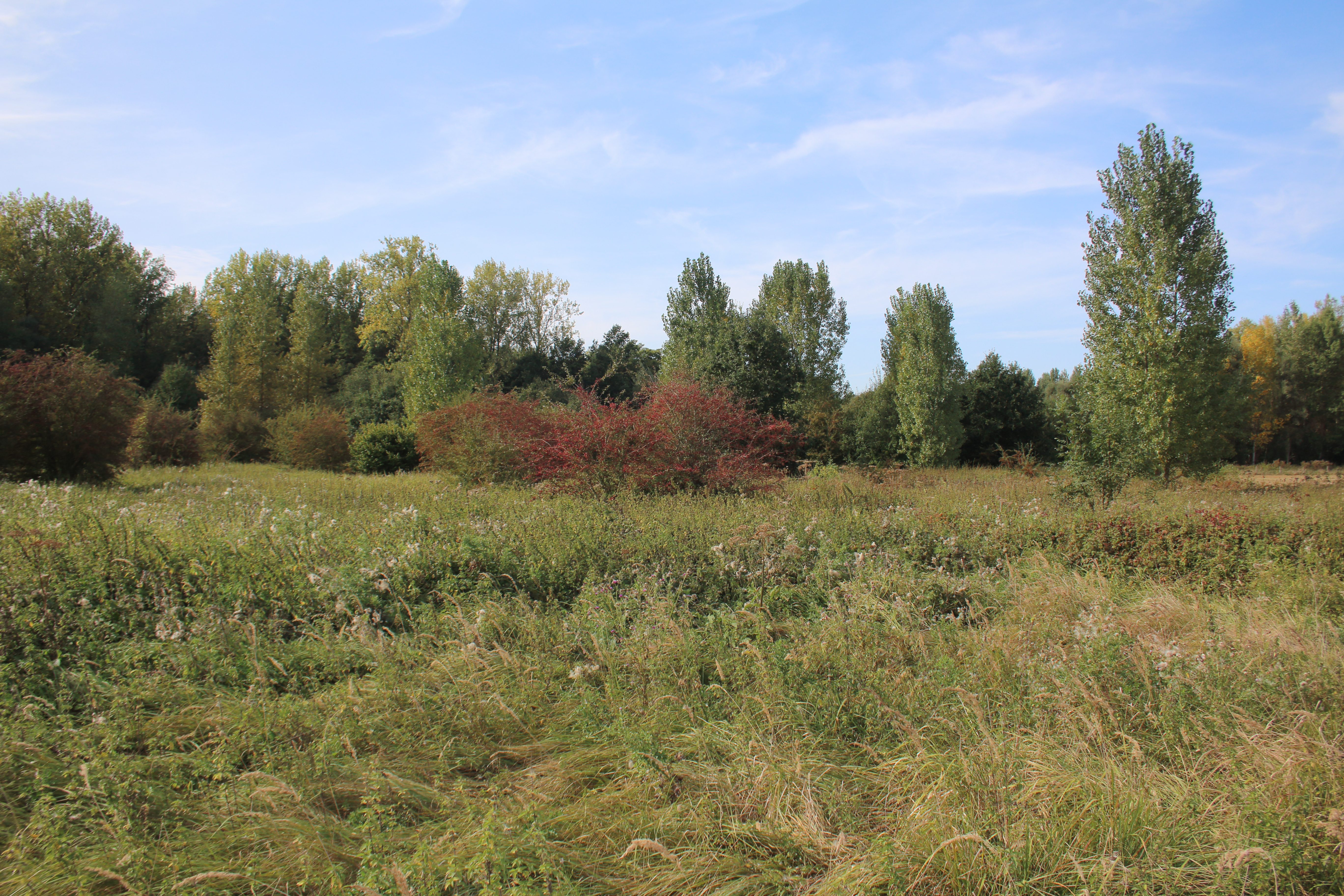